# Pierre Marsone
Pierre Marsone (1966-) est un sinologue français, directeur d’études à l’École pratique des hautes études (EPHE, Sorbonne, Paris), à la Section des Sciences historiques et philologiques. Son principal domaine de recherche est l’histoire politique, religieuse et sociale des empires Khitan (907-1125), Jürchen (1115-1234) et Mongol (1206-1368), connus en chinois comme les dynasties Liao 遼, Jin 金 et Yuan 元. Dans le domaine religieux, il étudie le taoïsme Quanzhen 全真, son histoire, sa vie ascétique et sa doctrine de l’alchimie intérieure (Neidan 内丹). 

L'Académie des inscriptions et belles-lettres lui a décerné en 2012 le Prix Stanislas Julien pour son livre La Steppe et l'Empire.
Pierre Marsone est vice-président de la Société asiatique et rédacteur-gérant du Journal Asiatique (avec M. Grégory Chambon). Il est membre du CRCAO (UMR 8155).

## Biographie
Né le 11 décembre 1966 à Monaco, Pierre Marsone s'intéresse, au cours de ses études supérieures, à la philosophie et aux langues orientales. Suivant simultanément plusieurs cursus, il obtient en 1994 à l'université Paris-IV une maîtrise de philosophie grecque intitulée L'Éros chez Plotin et dirigée par M. Jean-Louis Chrétien. En 1997, il soutient à l'INALCO son mémoire de maîtrise de japonais dirigé par M. François Macé, dans lequel il présente, traduit et annote le Traité de l'instauration du Zen pour la protection de la nation (Kōzen gokoku ron 興禪護國論) du moine Eisai 榮西 (1141-1215). 
Agrégé de chinois en 1999, il enseigne trois ans dans différents lycées et collèges de la région parisienne.
En 2001, il soutient à l’École pratique des hautes études (EPHE), section des Sciences religieuses, une thèse de doctorat en sinologie (taoïsme) dirigée par M. Kristofer Schipper et intitulée Wang Chongyang (1113-1170) et la fondation du Quanzhen. Il est élu en 2002 maître de conférences à la section des Sciences historiques et philologiques de l'EPHE à une chaire d'enseignement intitulée « Histoire de la Chine prémoderne et épigraphie ». Il entreprend dès lors un enseignement principalement historique sur les empires des Khitan 契丹, Jürchen 女真 et Mongols 蒙古. Habilité à diriger les recherches en 2009, il est élu en 2012 directeur d'études dans la même section de l'EPHE à une chaire intitulée « Histoire et cultures de la Chine des dynasties de conquête (Xe -XIVe s.) ».

### Livres
- Aux origines du Zen, édition bilingue, commentée et annotée, du Kōzen gokoku ron 興禪護國論 de Eisai (1143–1215). Paris, Éditions You-feng, 2002.
- Wang Chongyang et la fondation du Quanzhen : ascètes taoïstes et alchimie intérieure, vol. XL, Paris, Collège de France, coll. « Mémoires de l’Institut des Hautes Études chinoises », 2010
- La Steppe et l’Empire : la formation de la dynastie Khitan (Liao), Paris, Les Belles Lettres, 2011

### Direction d'ouvrages
- (avec Jean-Noël Robert) "Les Astres et le Destin : astrologie et divination en Asie Orientale", Extrême-Orient Extrême-Occident, numéro 35, avril 2013
- (avec John Lagerwey) Modern Chinese Religion I (Song-Liao-Jin-Yuan, 960-1368 AD) », Leiden Boston, Brill, 2014, 2 vol., 1653
- (avec Pier Giorgio Borbone) Le christianisme syriaque en Asie centrale et en Chine, Paris, Geuthner, 2015, 307 p.

### Articles (sélection)
- 2009. « Trouver la Voie », Le Nouvel Observateur, no 71 - Hors série : Comprendre les pensées de l’Orient,‎ janvier 2009, p. 10-11.
- 2009. "When was the Temple of the Cross at Fangshan a 'Christian temple'?"; Hidden Treasures and Intercultural Encounters : Studies on East Syriac Christianity in China and Central Asia, Berlin – Vienne, Lit Verlag, 2009, pp. 215–223.
- 2009. "La fondation de l’ordre monastique taoïste Quanzhen et celle de l’ordre des Franciscains : un faisceau de coïncidences"; Des moines et des moniales dans le monde. La vie monastique dans le miroir de la parenté, Chapter V. Paris, L’Harmattan, 2009.
- 2010. "Fondateurs d’ordres monastiques : quand l’histoire s’amuse"; Religions et Histoire, hors-série No. 3, 2010, pp. 30–31.
- 2010. "Vers 140 : Fondation de l’Église des maîtres célestes"; Sciences Humaines, hors-série No. 12, Nov.–Dec. 2010, pp. 30–31.
- 2011. "Alghun Shari (Aluhun Sali 阿魯渾薩理, 1245-1307) : an Uyghur at the head of the administration in China", Control and Management in Arid and Semi-arid Zones, Paris, Hermann, 2011, pp.  295-304.
- 2012. "Le Ciel des Khitan", Journal Asiatique, vol. 300.2, 2012, pp.  797-822.
- 2012. "The contribution of the latest decipherment of Khitan scripts for the history of the Khitan-Liao dynasty" [契丹文字的最新解讀對契丹遼朝歷史的貢獻], Shoujie Zhongguo shaoshu minzu guji wenxian guoji xueshu yantaohui lunwenji 首届中國少数民族古籍文献國際學術研討會論文集 (Proceedings of the 1st International Colloquium on Ancient Manuscripts and Literatures of the Minorities in China), Peking, Minzu chubanshe, 2012, pp.  171-178.
- 2012. "Les Châtiments dans l’Empire khitan (Liao 遼, 907-1125)", Publications de l’IPOA du Collège de France, vol. X, 2012, pp.  217-239.
- 2013. "Khubilai ou la Chine sous tutelle", L’Histoire, « Les Mongols, le plus grand empire du monde », 2013, pp.  58-63.
- 2013. "Two portraits for one man : George, king of the Önggüt", Li Tang et Dietmar W. Winkler dir., From the Oxus River to the Chinese Shores : Studies on East Christianity in China and Central Asia, Zürich Berlin, LIT, 2013, pp.  225-236.
- 2013. "Quanzhenjiao de chuangli : shenzhuan yu lishi" 全真教的創立：神傳與歷史, Duochong shiye xia de Xifang Quanzhenjiao yanjiu 多重視野下的西方全真教研究 [Researches on Quanzhen Daoism from Western Perspectives], Zhang Guangbao 張廣保 and Song Xueli 宋學立 dir., Qi Lu shushe, 2013, pp.  53-77.
- 2014. "Daoism during the Jin dynasty", Modern Chinese Religion I Song-Liao-Jin-Yuan, J. Lagerwey et P. Marsone dir., Leiden Boston, Brill, 2014, vol. 2, pp.  1111-1159.
- 2015. "Les Önggüt 汪古, chrétiens en Mongolie Intérieure", Migrations de langues et d'idées en Asie, Jean-Louis Bacqué-Grammont, Pierre-Sylvain Filliozat et Michel Zink dir., Paris, AIBL, 2015, pp.  149-159.
- 2016. "The Dongtian/Fudi and the sacred places of the emerging Quanzhen Daoism", Dōkyō no seichi to chihōshin 道教の聖地と地方神, Tuchiya Masaaki et Vincent Goossaert éd., Tokyo, Tōhō shoten, 2016, pp.  161-171.
- 2016. "Le temple Fayuansi 法源寺 de Pékin : épigraphie et histoire", Journal Asiatique, 304.1, 2016, pp.  91-115.
- 2016. "La carrière du patriarche Yin Zhiping 尹志平 et ses mystères", Cahiers d’Extrême-Asie, n°25, 2016, pp.  31-45.
- 2020. "Les dynasties Liao Jin Yuan et la sinologie au Collège de France", Jean-Pierre Abel-Rémusat et ses successeurs. Deux cents ans de sinologie française en France et en Chine, Pierre-Étienne Will et Michel Zink éd., AIBL, 2020, pp.  245-261.
- 2021. "In memoriam K.M. Schipper", Journal Asiatique, 2021.1, pp.  3-4.
- 2022. "Muyeshan 木葉山, the Sacred Mountain of the Khitan, and the Imperial Cults", Lieux saints et pèlerinages : la tradition vivante / Holy sites and pilgrimages : living tradition, Vincent Goossaert et Tsuchiya Masaaki dir., Bibliothèque de l’École des Hautes études - Sciences religieuses, vol. 192, Brepols, 2022, pp.  109-128.